# Кавалеры ордена Святого Георгия III класса Э
Кавалеры ордена Святого Георгия III класса на букву «Э»
Список составлен по алфавиту персоналий. Приводятся фамилия, имя, отчество; звание на момент награждения; номер по спискам Григоровича — Степанова и Судравского; дата награждения. Лица, чьи имена точно идентифицировать не удалось, не викифицируются.
- Эверт, Алексей Ермолаевич, генерал от инфантерии, 8 октября 1915
- Эдуард, принц Уэльский и герцог Корнуоллский, капитан британской службы, 16 мая 1916
- Экк, Эдуард Владимирович, генерал от инфантерии, 3 июня 1916
- Эманнуэль, Егор Арсеньевич, генерал-лейтенант, № 315, 17 августа 1813
- Эмилий Максимилиан, принц Гессен-Дармштадтский, генерал-лейтенант, № 383, 24 июня 1815
- Эмме, Иван Фёдорович, генерал-майор, № 356, 28 января 1814
- Энгельгард, Григорий Григорьевич, генерал-майор, № 182, 20 мая 1808
- Энгельгардт, Николай Фёдорович, генерал-майор, № 471, 28 ноября 1849
- Эриксон, Иван Матвеевич, полковник, № 189, 20 мая 1808
- Эртель, Фёдор Фёдорович, генерал-лейтенант, № 255, 10 декабря 1812
- Эссен, Пётр Кириллович, генерал-лейтенант, № 145, 8 апреля 1807